# Little Yalmy River
Der Little Yalmy River ist ein Fluss im östlichen Gippsland im australischen Bundesstaat Victoria.
Er entspringt an den Nordhängen des Mount Jersey, der südöstlich des Snowy-River-Nationalparks und westlich des Errinundra-Nationalparks in der Nähe der Kleinstadt Goongerah am Brodribb River liegt.
Von seiner Quelle fließt der Yalmy River zunächst nach Südwesten und dann in einem Bogen nach Westen durch vollkommen unbesiedeltes Gebiet. Er mündet in den Yalmy River.